# Juan Carlos Ares
Juan Carlos Ares (Buenos Aires, 23 de diciembre de 1963) es un eclesiástico católico argentino. Es el obispo de San Carlos de Bariloche, desde mayo de 2023. Fue obispo auxiliar de Buenos Aires, entre 2014 y 2023.

## Biografía
Juan Carlos nació el 23 de diciembre de 1963, en la ciudad argentina de Buenos Aires.
En 1982, ingresó al Seminario Metropolitano de Buenos Aires, donde realizó sus estudios eclesiásticos. 

### Sacerdocio
Su ordenación sacerdotal fue el 25 de noviembre de 1989, en el Estadio Luna Park, a manos del cardenal-arzobispo Juan Carlos Aramburu; incardinándose en la arquidiócesis de Buenos Aires.
- Vicario parroquial y luego párroco de San Rafael Arcángel.
- Capellán de los Scouts de Argentina, de la Vicaría episcopal de Devoto.[2]
- Asesor en el Consejo arquidiocesano de los jóvenes y también adultos de la Acción Católica Argentina.
- Subdirector del Departamento de Escuelas del Arzobispado de Buenos Aires.
- Miembro del Consejo de Educación Católica.
- Miembro de la Comisión arquidiocesana para la Formación del Clero.
- Párroco de San Ramón Nonato.
- Párroco de Ntra. Sra. de Balvanera (2012-2014).
- Miembro del Consejo Presbiteral.
- Miembro del Colegio de Consultores.[3]

### Episcopado
Obispo Auxiliar de Buenos Aires
El 17 de noviembre de 2014, el papa Francisco lo nombró obispo titular de Cercina y obispo auxiliar de Buenos Aires. Fue consagrado el 26 de diciembre del mismo año, en la Catedral de Buenos Aires, a manos del cardenal-arzobispo Mario Aurelio Poli.
Además de su escudo, escogió como lema la frase: "Aquí estoy, envíame".
- Presidente de la Comisión de Pastoral Penitenciaria (2017-2020; desde 2021).[7]
- Vicario episcopal de la Zona Devoto (desde 2015).
- Vicario episcopal de Pastoral (desde 2021).
- Asesor espiritual arquidiocesano de la Acción Católica Argentina.[8]

Obispo de San Carlos de Bariloche
El 19 de mayo de 2023, el papa Francisco lo nombró obispo de San Carlos de Bariloche. Tomó posesión canónica el 21 de julio del mismo año, durante una ceremonia en la Catedral de San Carlos de Bariloche.